# Genoa Cricket and Football Club 2009-2010
Questa voce raccoglie le informazioni riguardanti il Genoa Cricket and Football Club nelle competizioni ufficiali della stagione 2009-2010.

## Stagione
Dopo il ritorno in Europa, il Genoa cedette Diego Milito e Thiago Motta all'Inter: furono invece acquistate due punte argentine, Hernán Crespo e Rodrigo Palacio. La stagione 2009-10 ebbe avvio dai preliminari di Europa League, con il danese Odense a contendere al Grifone l'accesso alla fase a gruppi: il doppio confronto arrise ai liguri, vittoriosi per 3-1 all'andata e qualificati dopo un pari per 1-1 al ritorno. Anche in campionato la partenza fu positiva, con le vittorie ai danni di Roma e Atalanta; nel terzo turno i rossoblu raggiunsero addirittura il punteggio pieno, sconfiggendo per 4-1 il Napoli. L'incontro precedette l'esordio in coppa, celebrato con una vittoria (2-0) sullo Slavia Praga. Successivamente la squadra cadde in un periodo negativo: battuta sui campi di Verona e Udine, cedette nei minuti finali anche a Valencia. Il tour de force si chiuse con la trasferta di Bologna, dove il Grifone tornò a vincere. Alla ripresa dopo la sosta, l'Inter espugnò il Marassi con un pesante 5-0: in Europa, gli uomini di Gasperini incassarono invece un 3-0 dal Lilla. A fine ottobre, il successo casalingo contro la Fiorentina risollevò il morale; nel ritorno con i francesi, un gol di Sculli in pieno recupero valse la vittoria riaccendendo le speranze di qualificazione. Sul fronte del campionato, il Genoa si mantenne a ridosso della zona di vertice.
Vittoriosa nel derby, la formazione scese poi in campo a Praga: il portiere Scarpi evitò la sconfitta, con i cechi che si videro annullare due gol. Obbligata a battere il Valencia, la compagine genovese perse tra le mura amiche (1-2) dovendo abbandonare il palcoscenico continentale. Concluso il girone di andata a metà classifica, il Grifone cadde al primo ostacolo in Coppa Italia facendosi eliminare dal Catania. Nella seconda parte di stagione, i rossoblu continuarono ad inseguire l'obiettivo europeo ma le sconfitte rimediate nella stracittadina e sul campo di Bari impedirono di agguantare il settimo posto; il torneo fu chiuso in nona posizione.

## Divise e sponsor
Lo sponsor tecnico per la stagione 2009-2010 è Asics, mentre lo sponsor ufficiale è Gaudì. Per le competizioni nazionali, la prima maglia è la classica divisa rosso-blu, la seconda è bianca con una fascia centrale orizzontale rosso-blu mentre la terza maglia è a strisce verticali bianco-azzurre. per quanto riguarda le maglie utilizzate in Europa League, la prima maglia è quella classica ma, per rispettare la normativa delle competizioni internazionali, con un quadrato blu sulla schiena nel quale vengono inseriti il numero di maglia e il nome del giocatore; la seconda è analoga a quella per le competizioni nazionali ma con i colori della fascia orizzontale invertiti (blu in alto) come nella maglia utilizzata nel 1915

## Organigramma societario
Area direttiva
- Presidente: Enrico Preziosi
- Vice Presidente: Gianni Blondet
- Amministratore Delegato: Alessandro Zarbano

Area organizzativa
- Responsabile organizzativo e logistica: Fabio Lori
- Responsabile organizzazione e stadio: Matteo Sanna
- Team Manager: Francesco Salucci
- General Manager: Gino Montella
- Direttore Sportivo: Stefano Capozucca
- Dirigente addetto agli arbitri: Daniele Grieco

Area comunicazione
- Responsabile Comunicazione: Dino Storace

Area tecnica
- Allenatore: Gian Piero Gasperini
- Allenatore in seconda: Bruno Caneo
- Collaboratori tecnici: Tullio Gritti, Maurizio Venturi
- Preparatori atletici: Alessandro Pilati, Luca Trucchi
- Preparatore dei portieri: Gianluca Spinelli

Area sanitaria
- Responsabile sanitario: Biagio Costantino

## Rosa
| N. |                       | Ruolo | Calciatore                |
| -- | --------------------- | ----- | ------------------------- |
| 1  | Italia (bandiera)     | P     | Danilo Russo              |
| 1  | Italia (bandiera)     | P     | Alberto Frison            |
| 3  | Italia (bandiera)     | D     | Dario Dainelli            |
| 4  | Italia (bandiera)     | D     | Domenico Criscito         |
| 5  | Marocco (bandiera)    | C     | Houssine Kharja           |
| 7  | Italia (bandiera)     | C     | Marco Rossi (capitano)    |
| 8  | Argentina (bandiera)  | A     | Rodrigo Palacio           |
| 9  | Argentina (bandiera)  | A     | Hernán Crespo             |
| 9  | Italia (bandiera)     | A     | Robert Acquafresca        |
| 10 | Italia (bandiera)     | A     | Raffaele Palladino        |
| 11 | Italia (bandiera)     | A     | Stephan El Shaarawy       |
| 13 | Montenegro (bandiera) | D     | Ivan Fatić                |
| 14 | Italia (bandiera)     | A     | Giuseppe Sculli           |
| 15 | Grecia (bandiera)     | D     | Sōkratīs Papastathopoulos |
| 16 | Italia (bandiera)     | D     | Andrea Esposito           |
| 17 | Serbia (bandiera)     | A     | Boško Janković            |
| 18 | Italia (bandiera)     | C     | Silvano Raggio Garibaldi  |
| 18 | Ghana (bandiera)      | A     | Yiadom Richmond Boakye    |
| 19 | Honduras (bandiera)   | A     | David Suazo               |
| 20 | Italia (bandiera)     | C     | Giandomenico Mesto        |
| 21 | Spagna (bandiera)     | C     | Alberto Zapater           |
| 22 | Austria (bandiera)    | C     | Robert Gucher             |
| 23 | Italia (bandiera)     | D     | Francesco Modesto         |
| 24 | Italia (bandiera)     | D     | Emiliano Moretti          |

| N. |                      | Ruolo | Calciatore               |
| -- | -------------------- | ----- | ------------------------ |
| 25 | Italia (bandiera)    | D     | Giuseppe Biava           |
| 26 | Italia (bandiera)    | D     | Salvatore Bocchetti      |
| 27 | Slovenia (bandiera)  | C     | Dejan Lazarević          |
| 28 | Croazia (bandiera)   | C     | Ivan Jurić               |
| 30 | Argentina (bandiera) | A     | Luciano Gabriel Figueroa |
| 31 | Ghana (bandiera)     | C     | Isaac Cofie              |
| 32 | Italia (bandiera)    | P     | Marco Amelia             |
| 33 | Italia (bandiera)    | A     | Sergio Floccari          |
| 33 | Serbia (bandiera)    | A     | Danijel Aleksić          |
| 34 | Italia (bandiera)    | D     | Leonardo Terigi          |
| 35 | Uruguay (bandiera)   | D     | Diego Polenta            |
| 36 | Italia (bandiera)    | A     | Antonino Ragusa          |
| 37 | Italia (bandiera)    | D     | Davide Bertoncini        |
| 40 | Serbia (bandiera)    | D     | Nenad Tomović            |
| 41 | Italia (bandiera)    | D     | Alessio Grea             |
| 42 | Italia (bandiera)    | A     | Mattia Ferraro           |
| 44 | Italia (bandiera)    | D     | Alessio De Bode          |
| 45 | Italia (bandiera)    | D     | Salvatore Cannito        |
| 46 | Italia (bandiera)    | A     | Luca Miracoli            |
| 47 | Albania (bandiera)   | C     | Arturo Ymeri             |
| 73 | Italia (bandiera)    | P     | Alessio Scarpi           |
| 77 | Italia (bandiera)    | C     | Omar Milanetto           |
| 92 | Italia (bandiera)    | P     | Mattia Perin             |

## Calciomercato

### Sessione estiva(dall'1/7 all'1/9)
| Acquisti | Acquisti                 | Acquisti       | Acquisti                          |
| R.       | Nome                     | da             | Modalità                          |
| -------- | ------------------------ | -------------- | --------------------------------- |
| P        | Gianluca Pegolo          | Parma          | fine prestito                     |
| P        | Marco Amelia             | Palermo        | scambio                           |
| D        | Salvatore Bocchetti      | Frosinone      | riscatto compr. (2,5 milioni €)   |
| D        | Andrea Ranocchia         | Arezzo         | riscatto compr. (2 milioni €)     |
| D        | Domenico Criscito        | Juventus       | riscatto compr. (5,5 milioni €)   |
| D        | Ivan Fatić               | Chievo         | compartecipazione (1 milioni €)   |
| D        | Leonardo Bonucci         | Inter          | definitivo (4 milioni €)          |
| D        | Mariano Stendardo        | Grosseto       | fine prestito                     |
| D        | Emiliano Moretti         | Valencia       | definitivo (4 milioni €)          |
| D        | Nenad Tomović            | Stella Rossa   | definitivo (2,2 milioni €)        |
| D        | Andrea Esposito          | Lecce          | compartecipazione (2,8 milioni €) |
| D        | Magnus Troest            | Parma          | riscatto compr. (0,9 milioni €)   |
| C        | Fabiano                  | Celta Vigo     | fine prestito                     |
| C        | Davide Di Gennaro        | Reggina        | fine prestito                     |
| C        | Houssine Kharja          | Siena          | definitivo (3,5 milioni €)        |
| C        | Francesco Bolzoni        | Inter          | definitivo (3 milioni €)          |
| C        | Alberto Zapater          | Real Saragozza | definitivo (4,5 milioni €)        |
| A        | Robert Acquafresca       | Inter          | definitivo (15 milioni €)         |
| A        | Luciano Gabriel Figueroa | Boca Juniors   | fine prestito                     |
| A        | Salvatore Aurelio        | Crotone        | fine prestito                     |
| A        | Fernando Forestieri      | Vicenza        | fine prestito                     |
| A        | Sergio Floccari          | Atalanta       | definitivo (11 milioni €)         |
| A        | Riccardo Meggiorini      | Inter          | definitivo (5 milioni €)          |
| A        | Giuseppe Greco           | Pisa           | fine prestito                     |
| A        | Hernán Crespo            | Inter          | svincolato                        |
| A        | Rodrigo Palacio          | Boca Juniors   | definitivo (5 milioni €)          |
| A        | Boško Janković           | Palermo        | riscatto compr. (3,5 milioni €)   |
| A        | Wilker Pereira           | Treviso        | svincolato                        |

| Cessioni | Cessioni             | Cessioni             | Cessioni                          |
| R.       | Nome                 | a                    | Modalità                          |
| -------- | -------------------- | -------------------- | --------------------------------- |
| P        | Rubinho              | Palermo              | scambio                           |
| P        | Gianluca Pegolo      | Siena                | definitivo (0,8 milioni €)        |
| D        | Andrea Ranocchia     | Bari                 | prestito                          |
| D        | Leonardo Bonucci     | Bari                 | compartecipazione (0,5 milioni €) |
| D        | Matteo Ferrari       | Beşiktaş             | definitivo (6 milioni €)          |
| D        | Mariano Stendardo    | Salernitana          | prestito                          |
| D        | Andrea Signorini     | Alessandria          | prestito                          |
| D        | Anthony Vanden Borre | Portsmouth           | prestito                          |
| D        | Magnus Troest        | Recreativo Huelva    | prestito con diritto di riscatto  |
| C        | Davide Di Gennaro    | Milan                | riscatto compr. (3 milioni €)     |
| C        | Thiago Motta         | Inter                | definitivo (15 milioni €)         |
| C        | Matteo Paro          | Bari                 | compartecipazione (1,5 milioni €) |
| C        | Fabiano              | Vicenza              | prestito                          |
| C        | Manuel Coppola       | Siena                | riscatto comp. (0,6 milioni €)    |
| C        | Francesco Bolzoni    | Frosinone            | prestito                          |
| A        | Salvatore Aurelio    | Frosinone            | compartecipazione (0,3 milioni €) |
| A        | Diego Milito         | Inter                | definitivo (25 milioni €)         |
| A        | Robert Acquafresca   | Atalanta             | prestito (1,5 milioni €)          |
| A        | Riccardo Meggiorini  | Bari                 | compartecipazione (2 milioni €)   |
| A        | Giuseppe Greco       | Bari                 | prestito                          |
| A        | Rubén Olivera        | Peñarol              | svincolato                        |
| A        | Fernando Forestieri  | Malaga               | prestito                          |
| A        | Wilker Pereira       | Union Saint-Gilloise | prestito                          |
| C        | Marcel Román         | Peñarol              | definitivo                        |

### Sessione invernale(dal 2/1 all'1/2)
| Acquisti | Acquisti           | Acquisti   | Acquisti                  |
| R.       | Nome               | da         | Modalità                  |
| -------- | ------------------ | ---------- | ------------------------- |
| A        | David Suazo        | Inter      | prestito                  |
| D        | Dario Dainelli     | Fiorentina | definitivo                |
| A        | Matteo Chinellato  | Fiorentina | definitivo                |
| P        | Alberto Frison     | Vicenza    | prestito                  |
| A        | Danijel Aleksić    | Vojvodina  | definitivo                |
| D        | Patrice Feussi     | Sorrento   | svincolato                |
| A        | Robert Acquafresca | Atalanta   | rientro prestito          |
| C        | Robert Gucher      | Frosinone  | prestito diritto riscatto |

| Cessioni | Cessioni                 | Cessioni        | Cessioni          |
| R.       | Nome                     | a               | Modalità          |
| -------- | ------------------------ | --------------- | ----------------- |
| A        | Sergio Floccari          | Lazio           | prestito          |
| C        | Silvano Raggio Garibaldi | Sorrento        | prestito          |
| D        | Andrea Esposito          | Livorno         | prestito          |
| P        | Danilo Russo             | Vicenza         | compartecipazione |
| D        | Fabiano Lima Rodrigues   | Guarani         | svincolato        |
| C        | Francesco Modesto        | Bologna         | prestito          |
| A        | Luciano Gabriel Figueroa | Rosario Central | rescissione       |
| A        | Diogo Tavares            | Pergocrema      | prestito          |
| A        | Umberto Eusepi           | Viareggio       | prestito          |
| A        | Giuseppe Greco           | Cesena          | prestito          |
| C        | Matteo Paro              | Piacenza        | prestito          |
| A        | Hernán Crespo            | Parma           | definitivo        |
| D        | Giuseppe Biava           | Lazio           | definitivo        |
| D        | Patrice Feussi           | Lugano          | prestito          |

## Risultati

### Serie A

#### Girone di andata
| Arbitro: | Morganti (Ascoli Piceno) |

|                                    |           |                      |
| Criscito 49’ Zapater 69’ Biava 83’ | Marcatori | 54’ Taddei 64’ Totti |

| Arbitro: | Saccani (Mantova) |

|  |           |             |
|  | Marcatori | 45’ Moretti |

| Arbitro: | Tagliavento (Terni) |

|                                                |           |            |
| Floccari 45+6’ Mesto 55’ Crespo 75’ Kharja 88’ | Marcatori | 41’ Hamšík |

| Arbitro: | Rocchi (Firenze) |

|                                               |           |                     |
| Marcolini 5’ (rig.) Bogdani 7’ Pellissier 76’ | Marcatori | 65’ (rig.) Floccari |

| Arbitro: | Saccani (Mantova) |

|                      |           |                           |
| Mesto 31’ Crespo 75’ | Marcatori | 6’ Iaquinta 86’ Trezeguet |

| Arbitro: | Trefoloni (Siena) |

|                        |           |  |
| Di Natale 81’ Pepe 88’ | Marcatori |  |

| Arbitro: | Gervasoni (Mantova) |

|                    |           |                                            |
| Di Vaio 85’ (rig.) | Marcatori | 11’ (rig.) Kharja 35’ Sculli 90+1’ Zapater |

| Arbitro: | Morganti (Ascoli Piceno) |

|  |           |                                                                  |
|  | Marcatori | 6’ Cambiasso 31’ Balotelli 45+4’ Stanković 66’ Vieira 71’ Maicon |

| Arbitro: | Gava (Conegliano) |

|                                          |           |                        |
| Biondini 55’ Nenê 78’ (rig.) Lazzari 87’ | Marcatori | 20’ Mesto 59’ Floccari |

| Arbitro: | Saccani (Mantova) |

|                         |           |                |
| Palladino 43’ Mesto 73’ | Marcatori | 63’ Marchionni |

| Palermo 1º novembre 2009, ore 20:45 CET 11ª giornata | Palermo         | 0 – 0 referto | Genoa | Stadio Renzo Barbera (25.624 spett.)\| Arbitro: \| Brighi (Cesena) \| |
| Arbitro:                                             | Brighi (Cesena) |               |       |                                                                       |

| Arbitro: | Baracani (Firenze) |

|                                             |           |                            |
| Crespo 2’, 17’ Palladino 34’ Floccari 90+2’ | Marcatori | 80’ Paolucci 82’ Maccarone |

| Arbitro: | Rizzoli (Bologna) |

|                                 |           |              |
| C. Lucarelli 21’ Pulzetti 90+2’ | Marcatori | 62’ Criscito |

| Arbitro: | Rosetti (Torino) |

|                                                        |           |  |
| Milanetto 10’ (rig.) M. Rossi 53’ Palladino 75’ (rig.) | Marcatori |  |

| Arbitro: | Brighi (Cesena) |

|                           |           |                   |
| Palacio 14’ Palladino 66’ | Marcatori | 36’, 59’ Biabiany |

| Arbitro: | Celi (Campobasso) |

|             |           |  |
| Kolarov 39’ | Marcatori |  |

| Arbitro: | Saccani (Mantova) |

|               |           |               |
| Milanetto 52’ | Marcatori | 4’ P. Barreto |

| Arbitro: | Orsato (Schio) |

|                                                                                |           |                      |
| Ronaldinho 32’ (rig.) Thiago Silva 38’ Borriello 48’, 60’ Huntelaar 74’ (rig.) | Marcatori | 25’ Sculli 79’ Suazo |

| Arbitro: | Rosetti (Torino) |

|                      |           |  |
| Mesto 36’ Sculli 71’ | Marcatori |  |

#### Girone di ritorno
| Arbitro: | Romeo (Verona) |

|                            |           |  |
| Perrotta 18’ Toni 45’, 61’ | Marcatori |  |

| Arbitro: | Giannoccaro (Lecce) |

|                        |           |  |
| Palacio 18’ Crespo 42’ | Marcatori |  |

| Napoli 30 gennaio 2010, ore 20:45 CET 22ª giornata | Napoli                   | 0 – 0 referto | Genoa | Stadio San Paolo (47.612 spett.)\| Arbitro: \| Morganti (Ascoli Piceno) \| |
| Arbitro:                                           | Morganti (Ascoli Piceno) |               |       |                                                                            |

| Arbitro: | Ciampi (Roma) |

|              |           |  |
| M. Rossi 63’ | Marcatori |  |

| Arbitro: | Mazzoleni (Bergamo) |

|                                      |           |                  |
| Amauri 42’ Del Piero 61’, 78’ (rig.) | Marcatori | 16’, 63’ M.Rossi |

| Arbitro: | Rosetti (Torino) |

|                                  |           |  |
| Acquafresca 30’, 53’ Palacio 64’ | Marcatori |  |

| Arbitro: | Damato (Barletta) |

|                          |           |                                  |
| Suazo 8’, 38’ Sculli 18’ | Marcatori | 11’ Buscè 28’, 56’, 79’ Adaílton |

| Milano 7 marzo 2010, ore 20:45 CET 27ª giornata | Inter           | 0 – 0 referto | Genoa | Stadio Giuseppe Meazza (51.795 spett.)\| Arbitro: \| Banti (Livorno) \| |
| Arbitro:                                        | Banti (Livorno) |               |       |                                                                         |

| Arbitro: | Baracani (Firenze) |

|                                                                     |           |                                        |
| Zapater 36’ (rig.) Palacio 39’ Sculli 42’ M.Rossi 45’ Milanetto 59’ | Marcatori | 16’ Dessena 41’ Conti 55’ (rig.) Matri |

| Arbitro: | C. Russo (Nola) |

|                                             |           |  |
| Santana 4’ Gilardino 73’ (rig.) Babacar 85’ | Marcatori |  |

| Arbitro: | Valeri (Roma) |

|                                   |           |                           |
| Bocchetti 74’ Kharja 90+7’ (rig.) | Marcatori | 33’ Hernández 78’ Pastore |

| Siena 28 marzo 2010, ore 15:00 CEST 31ª giornata | Siena                  | 0 – 0 referto | Genoa | Stadio Artemio Franchi - Montepaschi Arena (13.029 spett.)\| Arbitro: \| Daniele Orsato (Schio) \| |
| Arbitro:                                         | Daniele Orsato (Schio) |               |       | |

| Arbitro: | Trefoloni (Siena) |

|            |           |            |
| Boakye 50’ | Marcatori | 87’ Tavano |

| Arbitro: | Tagliavento (Terni) |

|             |           |  |
| Cassano 23’ | Marcatori |  |

| Arbitro: | Banti (Livorno) |

|                                  |           |                            |
| Zaccardo 59’ Dainelli 61’ (aut.) | Marcatori | 32’, 51’ Palacio 71’ Fatic |

| Arbitro: | Morganti (Ascoli Piceno) |

|            |           |                       |
| Palacio 8’ | Marcatori | 25’ Dias 32’ Floccari |

| Arbitro: | Tommasi (Bassano del Grappa) |

|                                            |           |  |
| Meggiorini 57’ Castillo 85’ P. Barreto 89’ | Marcatori |  |

| Arbitro: | Damato (Barletta) |

|            |           |  |
| Sculli 57’ | Marcatori |  |

| Arbitro: | Candussio (Cervignano del Friuli) |

|           |           |  |
| Lopez 15’ | Marcatori |  |

### Coppa Italia

#### Fase finale
| Arbitro: | Velotto (Acireale) |

|          |           |                 |
| Rossi 7’ | Marcatori | 4’, 8’ Plasmati |

### UEFA Europa League

#### Play-off
| Arbitro: | Lannoy |

|                                      |           |                  |
| Sørensen 9’ (aut.) Figueroa 48’, 56’ | Marcatori | 59’ (aut.) Mesto |

| Arbitro: | Kuipers |

|                       |           |              |
| Figueroa 45+2’ (aut.) | Marcatori | 53’ Criscito |

#### Fase a gironi
| Arbitro: | de Sousa |

|                       |           |  |
| Zapater 4’ Sculli 39’ | Marcatori |  |

| Arbitro: | Cakir |

|                                      |           |                                |
| Silva 52’ Žigić 56’ Villa 82’ (rig.) | Marcatori | 43’ Floccari 64’ (rig.) Kharja |

| Arbitro: | Ceferin |

|                                    |           |  |
| Obraniak 38’ Vittek 63’ Hazard 84’ | Marcatori |  |

| Arbitro: | Nijhuis |

|                                     |           |                       |
| Palacio 14’ Crespo 58’ Sculli 90+3’ | Marcatori | 76’ Frau 84’ Gervinho |

| Praga 2 dicembre 2009, ore 21:05 CET 5ª giornata | Slavia Praga | 0 – 0 referto | Genoa | Stadion Eden (12.000 spett.)\| Arbitro: \| Kircher \| |
| Arbitro:                                         | Kircher      |               |       |                                                       |

| Arbitro: | Kelly |

|            |           |                                |
| Crespo 51’ | Marcatori | 45+1’ Bruno Saltor 90+5’ Villa |

## Statistiche
Statistiche aggiornate al 16 maggio 2010.

### Statistiche di squadra
| Competizione  | Punti | In casa | In casa | In casa | In casa | In casa | In casa | In trasferta | In trasferta | In trasferta | In trasferta | In trasferta | In trasferta | Totale | Totale | Totale | Totale | Totale | Totale | DR |
| Competizione  | Punti | G       | V       | N       | P       | Gf      | Gs      | G            | V            | N            | P            | Gf           | Gs           | G      | V      | N      | P      | Gf     | Gs     | DR |
| ------------- | ----- | ------- | ------- | ------- | ------- | ------- | ------- | ------------ | ------------ | ------------ | ------------ | ------------ | ------------ | ------ | ------ | ------ | ------ | ------ | ------ | -- |
| Serie A       | 51    | 19      | 11      | 5       | 3       | 42      | 28      | 19           | 3            | 4            | 12           | 15           | 33           | 38     | 14     | 9      | 15     | 57     | 61     | −4 |
| Coppa Italia  | -     | 1       | 0       | 0       | 1       | 1       | 2       | -            | -            | -            | -            | -            | -            | 1      | 0      | 0      | 1      | 1      | 2      | −1 |
| Europa League | 11    | 4       | 3       | 0       | 1       | 9       | 5       | 4            | 0            | 2            | 2            | 3            | 7            | 8      | 3      | 2      | 3      | 12     | 12     | 0  |
| Totale        | -     | 24      | 14      | 5       | 5       | 52      | 35      | 23           | 3            | 6            | 14           | 18           | 42           | 47     | 17     | 11     | 19     | 70     | 75     | −5 |

### Andamento in campionato
| Giornata  | 1 | 2 | 3 | 4 | 5 | 6 | 7 | 8 | 9  | 10 | 11 | 12 | 13 | 14 | 15 | 16 | 17 | 18 | 19 | 20 | 21 | 22 | 23 | 24 | 25 | 26 | 27 | 28 | 29 | 30 | 31 | 32 | 33 | 34 | 35 | 36 | 37 | 38 |
| --------- | - | - | - | - | - | - | - | - | -- | -- | -- | -- | -- | -- | -- | -- | -- | -- | -- | -- | -- | -- | -- | -- | -- | -- | -- | -- | -- | -- | -- | -- | -- | -- | -- | -- | -- | -- |
| Luogo     | C | T | C | T | C | T | T | C | T  | C  | T  | C  | T  | C  | C  | T  | C  | T  | C  | T  | C  | T  | C  | T  | C  | C  | T  | C  | T  | C  | T  | C  | T  | T  | C  | T  | C  | T  |
| Risultato | V | V | V | P | N | P | V | P | P  | V  | N  | V  | P  | V  | N  | P  | N  | P  | V  | P  | V  | N  | V  | P  | V  | P  | N  | V  | P  | N  | N  | N  | P  | V  | P  | P  | V  | P  |
| Posizione | 1 | 3 | 1 | 4 | 4 | 6 | 5 | 6 | 10 | 6  | 7  | 6  | 7  | 6  | 7  | 10 | 9  | 11 | 9  | 11 | 8  | 10 | 8  | 9  | 9  | 9  | 9  | 7  | 8  | 8  | 9  | 9  | 10 | 8  | 8  | 8  | 8  | 9  |

Legenda:

Luogo: C = Casa; T = Trasferta. Risultato: V = Vittoria; N = Pareggio; P = Sconfitta.

### Statistiche dei giocatori
Tra parentesi le autoreti.
| Giocatore           | Serie A  | Serie A | Serie A     | Serie A    | Coppa Italia | Coppa Italia | Coppa Italia | Coppa Italia | Europa League | Europa League | Europa League | Europa League | Totale   | Totale | Totale      | Totale     |
| Giocatore           | Presenze | Reti    | Ammonizioni | Espulsioni | Presenze     | Reti         | Ammonizioni  | Espulsioni   | Presenze      | Reti          | Ammonizioni   | Espulsioni    | Presenze | Reti   | Ammonizioni | Espulsioni |
| ------------------- | -------- | ------- | ----------- | ---------- | ------------ | ------------ | ------------ | ------------ | ------------- | ------------- | ------------- | ------------- | -------- | ------ | ----------- | ---------- |
| M. Amelia           | 14       | -27     | 1           | 0          | 0            | 0            | 0            | 0            | 5             | -8            | 0             | 0             | 19       | -35    | 1           | 0          |
| G. Biava            | 15       | 1       | 5           | 1          | 0            | 0            | 0            | 0            | 5             | 0             | 2             | 0             | 20       | 1      | 7           | 1          |
| S. Bocchetti        | 13       | 0       | 3           | 1          | 0            | 0            | 0            | 0            | 7             | 0             | 3             | 0             | 20       | 0      | 6           | 1          |
| H. Crespo           | 13       | 4       | 0           | 0          | 0            | 0            | 0            | 0            | 4             | 2             | 0             | 0             | 17       | 6      | 0           | 0          |
| D. Criscito         | 11       | 2       | 3           | 1          | 0            | 0            | 0            | 0            | 6             | 1             | 0             | 0             | 17       | 3      | 3           | 1          |
| D. Dainelli         | 0        | 0       | 0           | 0          | 0            | 0            | 0            | 0            | -             | -             | -             | -             | 0        | 0      | 0           | 0          |
| S. El Shaarawy      | 0        | 0       | 0           | 0          | 0            | 0            | 0            | 0            | 0             | 0             | 0             | 0             | 0        | 0      | 0           | 0          |
| A. Esposito         | 5        | 0       | 0           | 0          | 0            | 0            | 0            | 0            | 2             | 0             | 2             | 0             | 7        | 0      | 2           | 0          |
| I. Fatić            | 2        | 0       | 0           | 0          | 0            | 0            | 0            | 0            | 0             | 0             | 0             | 0             | 2        | 0      | 0           | 0          |
| L. Figueroa         | 2        | 0       | 0           | 0          | 0            | 0            | 0            | 0            | 5             | 2 (-1)        | 0             | 0             | 7        | 2 (-1) | 0           | 0          |
| S. Floccari         | 11       | 4       | 1           | 0          | 0            | 0            | 0            | 0            | 4             | 1             | 0             | 0             | 15       | 5      | 1           | 0          |
| B. Janković         | 0        | 0       | 0           | 0          | 0            | 0            | 0            | 0            | 0             | 0             | 0             | 0             | 0        | 0      | 0           | 0          |
| I. Jurić            | 7        | 0       | 3           | 0          | 0            | 0            | 0            | 0            | 5             | 0             | 1             | 0             | 12       | 0      | 4           | 0          |
| H. Kharja           | 4        | 2       | 1           | 0          | 0            | 0            | 0            | 0            | 4             | 1             | 0             | 0             | 8        | 3      | 1           | 0          |
| G. Mesto            | 16       | 5       | 4           | 1          | 0            | 0            | 0            | 0            | 6             | 0 (-1)        | 2             | 0             | 22       | 5 (-1) | 6           | 1          |
| O. Milanetto        | 16       | 1       | 7           | 0          | 0            | 0            | 0            | 0            | 5             | 0             | 0             | 0             | 21       | 1      | 7           | 0          |
| F. Modesto          | 10       | 0       | 2           | 0          | 0            | 0            | 0            | 0            | 3             | 0             | 0             | 0             | 13       | 0      | 2           | 0          |
| E. Moretti          | 15       | 1       | 2           | 1          | 0            | 0            | 0            | 0            | 7             | 0             | 2             | 0             | 22       | 1      | 4           | 1          |
| R. Palacio          | 16       | 1       | 2           | 0          | 0            | 0            | 0            | 0            | 6             | 1             | 1             | 0             | 22       | 2      | 3           | 0          |
| R. Palladino        | 12       | 4       | 0           | 0          | 0            | 0            | 0            | 0            | 5             | 0             | 1             | 0             | 17       | 4      | 1           | 0          |
| S. Papastathopoulos | 13       | 0       | 4           | 0          | 0            | 0            | 0            | 0            | 5             | 0             | 1             | 0             | 18       | 0      | 5           | 0          |
| M. Perin            | 0        | 0       | 0           | 0          | 0            | 0            | 0            | 0            | 0             | 0             | 0             | 0             | 0        | 0      | 0           | 0          |
| S. Raggio Garibaldi | 0        | 0       | 0           | 0          | 0            | 0            | 0            | 0            | 0             | 0             | 0             | 0             | 0        | 0      | 0           | 0          |
| M. Rossi            | 14       | 1       | 4           | 0          | 0            | 0            | 0            | 0            | 5             | 0             | 0             | 0             | 19       | 1      | 4           | 0          |
| D. Russo            | 0        | 0       | 0           | 0          | 0            | 0            | 0            | 0            | 0             | 0             | 0             | 0             | 0        | 0      | 0           | 0          |
| A. Scarpi           | 4        | -5      | 2           | 0          | 0            | 0            | 0            | 0            | 3             | -4            | 0             | 0             | 7        | -9     | 2           | 0          |
| G. Sculli           | 18       | 3       | 2           | 0          | 0            | 0            | 0            | 0            | 8             | 2             | 2             | 0             | 26       | 5      | 4           | 0          |
| D. Suazo            | 2        | 1       | 1           | 0          | 0            | 0            | 0            | 0            | -             | -             | -             | -             | 2        | 1      | 1           | 0          |
| N. Tomović          | 6        | 0       | 2           | 0          | 0            | 0            | 0            | 0            | 4             | 0             | 0             | 0             | 10       | 0      | 2           | 0          |
| A. Zapater          | 13       | 2       | 1           | 0          | 0            | 0            | 0            | 0            | 7             | 1             | 1             | 0             | 20       | 3      | 2           | 0          |